# Lázi
Lázi – wieś i gmina w północno-zachodniej części Węgier, w pobliżu miasta Pannonhalma.
Miejscowość leży na obszarze Małej Niziny Węgierskiej. Administracyjnie należy do powiatu Pannonhalma, wchodzącego w skład komitatu Győr-Moson-Sopron.
Gmina Lázi liczy 568 mieszkańców (2009) i zajmuje obszar 16,79 km².